# امیل آندرس
امیل آندرس (انگلیسی: Emil Andres؛ زادهٔ ۲۲ فوریهٔ ۱۹۱۱ در تینلی پارک، ایلینوی، درگذشتهٔ ۲۰ ژوئیهٔ ۱۹۹۹ در ساوت هولند، ایلینوی) رانندهٔ مسابقات اتومبیل‌رانی اهل ایالات متحده آمریکا بود که در دهه‌های ۱۹۳۰ و ۱۹۴۰ فعالیت می‌کرد. او در فصل ۱۹۵۰ تنها در یک گراند پری از مسابقات جهانی فرمول یک شرکت کرد، اما موفق به کسب هیچ امتیازی نشد.

## نتایج کامل در فرمول یک
(کلید)
| سال  | شرکت‌کننده   | شاسی        | موتور         | ۱        | ۲      | ۳        | ۴     | ۵     | ۶      | ۷       | ق.ر. | امتیاز |
| ---- | ----------- | ----------- | ------------- | -------- | ------ | -------- | ----- | ----- | ------ | ------- | ---- | ------ |
| ۱۹۵۰ | مورل بلانگر | کرتیس کرافت | آفنهازر ۴-خطی | بریتانیا | موناکو | ۵۰۰ ع.ص. | سوئیس | بلژیک | فرانسه | ایتالیا | ر.ن. | ۰      |